# Tosa (razza canina)
Il tosa (土佐?, Tosa), detto anche tosa inu, è una razza di cane di origine giapponese.
Il suo nome deriva dalla zona in cui è stato originariamente allevato, che è appunto la provincia di Tosa in Giappone.

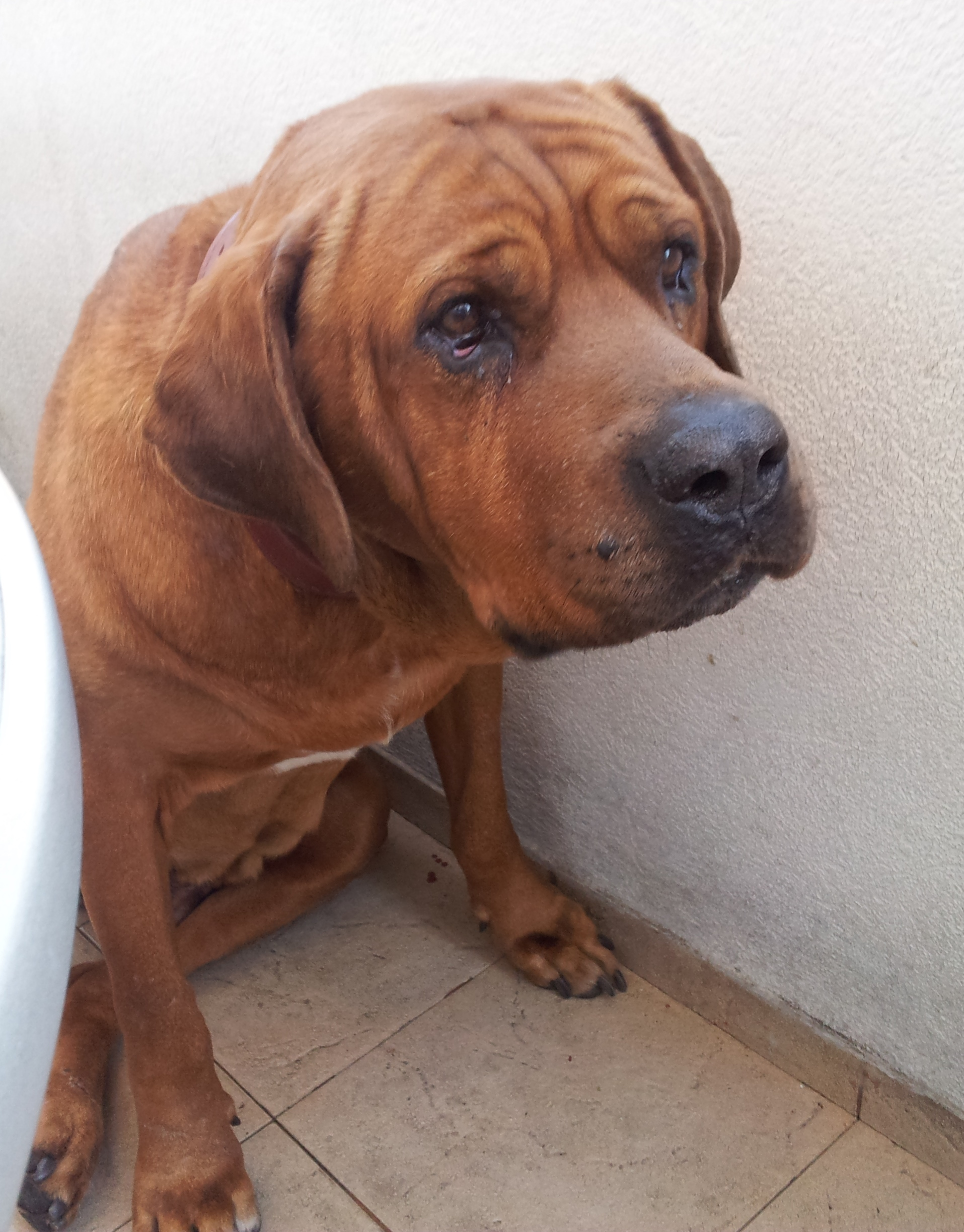
Tosa Inu

## Storia
Molti secoli prima delle colonizzazioni europee nell'arcipelago nipponico erano presenti diverse tipologie di cani di tipo spitz che, in base all'area di appartenenza, si diversificavano per taglia, struttura e attitudini; generalmente erano cani portati alla caccia o alla guardia.
Ancora oggi l'evoluzione di quei cani è presente nelle razze giapponesi che portano il nome dell'isola o città di appartenenza come, tra gli altri, Shikoku ken, Akita Inu, Hokkaidō ken, Kai kishu ken e Shiba Inu. Naturalmente tosa Inu significa cane della città di Tosa, antica roccaforte situata sul mare dell'isola di Shikoku, nella circoscrizione di Kochi; Inu o Ken in giapponese significa cane. Il tosa è una derivazione dello spizt autoctono dell'isola di Shikoku. Dopo le prime colonizzazioni, soprattutto di olandesi e inglesi, ci fu nell'allevamento di questi cani un'immissione di cani di tipo molossoide e braccoide, importati dall'Europa, che in quell'epoca erano i capostipiti delle attuali razze tipo San Bernardo, bulldog inglese, Bloodhound, bracco tedesco, bull terrier, broholmer, ecc.
Nella tradizione giapponese, il combattimento è parte permeante della filosofia popolare. Tra le svariate discipline, troviamo il sumo, da cui prende vita la creazione del tosa. Appunto venne creato un cane pesante e pacifico capace di scendere nell'arena in modo silenzioso e con la sola forza fisica del corpo vincere l'avversario all'interno di veri e propri ring che ricordano proprio incontri di sumo.
L'antica filosofia è stata però ben presto abbandonata per lasciare lo spazio a combattimenti tra cani fini a sé stessi, probabilmente con il solo scopo di nutrire le organizzazioni malavitose e fare spreco di soldi dietro la vita dei cani.
Dopo la seconda guerra mondiale ci fu un declino dell'allevamento del cane di razza un po' in tutto il mondo; il Giappone non ne fu esonerato. Così grazie a pochi appassionati iniziò il lento recupero dei tosa rimasti, con grande difficoltà di percepire quale fosse l'aspetto esteriore che più si avvicinasse alla maestosa storia che accompagna questo cane. Negli anni cinquanta in Giappone erano presenti ben 5 taglie diverse con 3 diverse inclinazioni, più o meno socievoli o intolleranti.
Negli anni sessanta erano riusciti ad identificare un tipo ideale, utilizzando ancora quale segreto apporto di tipo mastino che non verrà mai veramente dichiarato. Ma la razza era salva. Il Giappone, tuttavia, è tradizionalmente una nazione molto purista e soprattutto poco incline a cedere all'estero i propri magnifici cani così bisognò attendere fino al 1972 quando ci fu la prima importazione ufficiale in Europa di una coppia di Tosa. Negli stessi anni anche gli Stati Uniti riuscirono ad importare alcuni soggetti, contribuendo prima di tutti a migliorare le linee di sangue fuori dalla patria della razza.
Su spinta di allevatori olandesi, cechi e tedeschi con la supervisione ed il benestare dei padri giapponesi della razza, si chiese il riconoscimento alla razza alla Federazione cinofila internazionale.
Così nel 1982 venne riconosciuta ufficialmente come 260º razza canina. Ad oggi la sua conoscenza e diffusione al di fuori del Giappone è ancora lenta, praticamente sconosciuto nella maggior parte del mondo. Di difficile reperimento fuori dal Giappone, è un cane che risente ancora oggi delle leggende metropolitane e le false verità.

## Descrizione
La coda è molto forte alla radice, si assottiglia verso la punta. Viene portata pendente e deve arrivare fino ai garretti. Il colore preferito è rossiccio carico e caldo; sono permesse delle macchie bianche su fondo rosso, o macchie rosse su fondo bianco o su una sfumatura a base del rosso. Il pelo è duro e copre il corpo in modo molto folto. L'occhio è abbastanza piccolo e di colore marrone rossastro. Le orecchie sono relativamente piccole, piuttosto sottili, e nelle parti inferiori poggiano sulle guance. La parte superiore del cranio è larga; i seni frontali formano con il dorso nasale diritto un angolo ottuso (stop). Il muso è di media lunghezza. Le mascelle sono forti.

## Carattere
Il tosa è un cane che "parla con lo sguardo". Sopporta bene la solitudine, in grado di dormire un intero pomeriggio sulla sua poltrona preferita, tanto quanto seguirvi in campagna per un trekking un'intera giornata. Essendo un cane calmo e silenzioso, il tosa non abbaia quasi mai e, se lo fa, spesso è soltanto perché non può farne a meno. Sono al tempo stesso cani atletici, capaci di sprint e performance, dotati di grande stile ed eleganza.
Hanno una diffidenza verso chi non conoscono o ritengono ostile, il loro istinto di protezione li porta ad essere sempre vigili ed attenti senza farlo notare. Diplomatici e quasi snob, sanno stare al fianco del proprio padrone senza dare fastidio, anche in mezzo a gente e altri cani.  Se socializzato fin da piccolo con altri animali, cani e bambini, dimostra uno straordinario affetto e dolcezza. Sarà fedele sia verso il suo padrone che la sua famiglia. Sempre pronti al gioco amano allo stesso modo lo stare tranquilli, magari distesi su di un tappeto, è una razza ideale per chi ama anche un po' di indipendenza nel cane.
È elencato tra le razze canine e di incroci di razze a rischio di aggressività di cui all'art. 1, comma 1, lettera b), dell'Ordinanza 14 gennaio 2008 del Ministero della Salute (Tutela dell'incolumità pubblica dall'aggressione di cani) (GU n. 23 del 28-1-2008).